# Elias Keyes
Elias Keyes (* 14. April 1758 in Ashford, Windham County, Colony of Connecticut; † 9. Juli 1844 in Stockbridge, Vermont) war ein US-amerikanischer Politiker. Zwischen 1821 und 1823 vertrat er den vierten Wahlbezirk des Bundesstaates Vermont im US-Repräsentantenhaus.

## Werdegang
Elias Keyes wurde noch in der britischen Kolonialzeit geboren. Er besuchte die öffentlichen Schulen seiner Heimat und studierte anschließend Jura. Im Jahr 1785 zog er nach Stockbridge in Vermont. In seinem neuen Heimatstaat begann er eine politische Laufbahn. Er wurde Mitglied der von Thomas Jefferson gegründeten Demokratisch-Republikanischen Partei. Zwischen 1793 und 1796, 1798 und 1802 sowie in den Jahren 1818 und 1820 war er Abgeordneter im Repräsentantenhaus von Vermont. Von 1803 bis 1813 und nochmals von 1815 bis 1817 gehörte er dem Beraterstab des Gouverneurs an.
Im Jahr 1814 war Keyes Mitglied einer Versammlung zur Überarbeitung der Verfassung seines Staates. Außerdem war er von 1803 bis 1814 beisitzender Richter am Bezirksgericht im Windsor County. Zwischen 1815 und 1818 führte er den Vorsitz an diesem Gericht. 1820 wurde er im vierten Distrikt von Vermont in das US-Repräsentantenhaus in Washington, D.C. gewählt. Dort trat er am 4. März 1821 die Nachfolge von William Strong an. Bis zum 3. März 1823 absolvierte er eine Legislaturperiode im Kongress. Danach zog er sich aus der Politik zurück.